# Mike O’Hearn
Michael O'Hearn (nascido em 26 de janeiro de 1969) é um fisiculturista, personal trainer, ator e modelo americano. Ele apareceu em mais de 400 capas de revistas, e foi Modelo de Fitness do Ano sete vezes. Ele apareceu como o gladiador "Titan" no renascimento de American Gladiators em 2008. O'Hearn é o único indivíduo a ser um Gladiador tanto no original (1989–1996) (como Thor) quanto na série de 2008. Ele é o fundador do Power Bodybuilding, um programa de exercícios baseado em assinatura.

## Infância e educação
O'Hearn nasceu em Kirkland, Washington, em 26 de janeiro de 1969.

## Carreira
O'Hearn teve um papel coadjuvante menor no filme de 1992, Death Becomes Her, e mais tarde estrelou como Clark Kent/Superman no filme de fãs de Sandy Collora de 2004, World Finest. Ele apareceu como o gladiador Titã no renascimento de American Gladiators em 2008, tornando-o o único indivíduo a aparecer tanto na série original (na qual ele interpretou o gladiador Thor) quanto na série de renascimento. Ele também interpretou Michael O'Dell no programa Battle Dome, semelhante aos Gladiadores Americanos, de 1999 a 2001. Em 2008, ele fez uma aparição especial na novela da NBC Days of Our Lives como barman e reinterpretou o seu papel de Titã num episódio de Celebrity Family Feud da NBC com outros gladiadores, Jet, Venom e Wolf. Em fevereiro de 2009, ele fez uma aparição especial como lutador de jaula no episódio 14 do renascimento de Knight Rider da NBC.  Em 2011, ele apareceu na 7.ª temporada de It's Always Sunny in Philadelphia, interpretando o "avatar" de Mac no episódio "How Mac Got Fat". Nesse mesmo ano, ele interpretou um fisiculturista no episódio Workaholics "Muscle I'd Like to Flex". Em 2012, O'Hearn produziu e estrelou o thriller de ficção científica de ação de 7 episódios, Alter Ego.
Em 2023, O'Hearn tornou-se um meme da internet na rede social TikTok num pequeno vídeo com a música "What Is Love" de Haddaway desacelerada e reverberada.

## Vida pessoal
O'Hearn tem oito irmãos.